# Trąbka sygnałowa
Trąbka sygnałowa, sygnałówka – prosty instrument dęty blaszany pozbawiony wentyli (zaworów). Rzadko stosowany jest do produkcji muzycznej. Na ogół używany do wygrywania fanfar lub sygnałów w zastosowaniach militarnych, łowieckich (kniejówka), harcerskich (skautówka), w sygnalizacji kolejowej itp. Instrument ten może mieć różny kształt i wielkość. Gra na nim polega na takim zadęciu i ułożeniu warg w ustniku, by wydobyć z niej określoną składową szeregu harmonicznego.

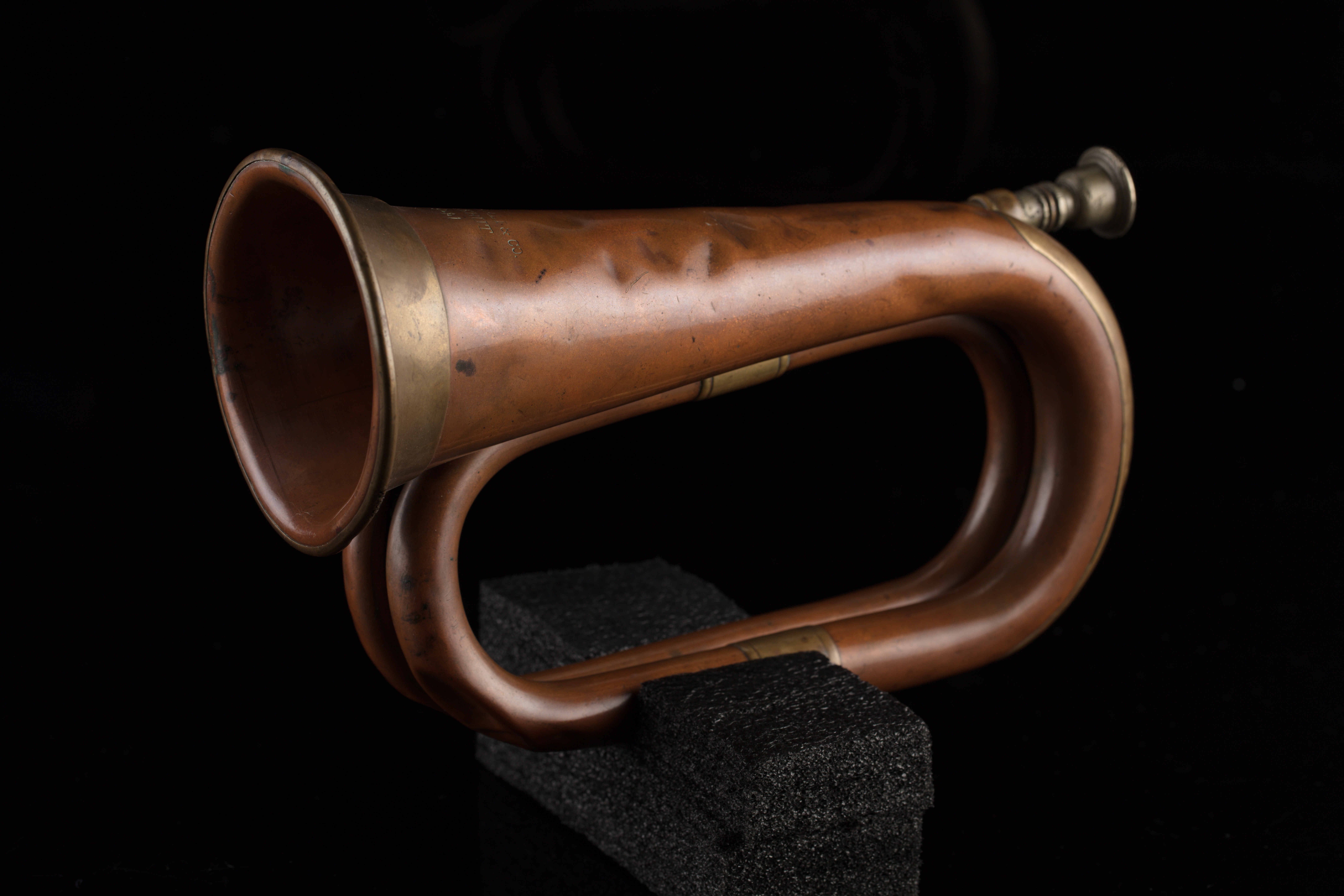
Wojskowa trąbka sygnałowa z okresu II wojny światowej
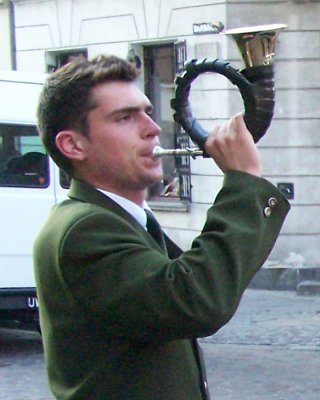
Trębacz w odświętnym mundurze myśliwskim gra fanfarę na sygnałówce na cześć nowożeńców (Warszawa)